# 横田綱維
横田 綱維（よこた こうゆい）は、戦国時代の武将。下野宇都宮氏の家臣。

## 生涯
横田綱邑の長男。横田五兄弟の長兄。
天文18年（1549年）、喜連川五月女坂の戦いで宇都宮尚綱に従い那須高資と戦い満川忠親や他の横田五兄弟と共に討死した。